# NGC 2145
NGC 2145 је расејано звездано јато у сазвежђу Трпеза које се налази на NGC листи објеката дубоког неба.
Деклинација објекта је - 70° 54' 7" а ректасцензија 5h 54m 22,8s. Привидна величина (магнитуда) објекта NGC 2145 износи 12,1 а фотографска магнитуда 12,4. NGC 2145 је још познат и под ознакама ESO 57-SC52.